# Státní maturita 2020
Státní maturita 2020 byla pozměněná zkouška, která ukončovala úplné středoškolské vzdělání v Česku v roce 2020. Důvodem její změny byla pandemie covidu-19, která donutila nejen Českou republiku, ale i většinu dalších států pozastavit nebo úplně zrušit vzdělávání od března 2020. V České republice byly prominuty písemné práce z jazyků. V některých státech, jako je například Slovensko, byly zrušeny maturity úplně a žáci byli ohodnoceni průměrem ze známek během celého studia.

## Průběh
Původním návrhem vlády Andreje Babiše (z 4. 3. 2020) bylo maturity ponechat v běžných termínech v plném rozsahu, nicméně pandemie se začala rapidně zhoršovat a s vlnou vládních opatření ke dni 25. 3. 2020 bylo vydáno prohlášení spolu se zákonem č.135/2020 sb. O zvláštních pravidlech o přijímání některým druhům vzdělávání a k jejich ukončování ve školním roce 2019/2020, ve znění účinném od 27. 3. 2020. Součástí tohoto prohlášení byla informace, že pokud do 1. 6. 2020 nebude obnovena osobní přítomnost žáků na středním vzdělávání, žáci obdrží (podle §42) od své školy maturitní vysvědčení, stanovené průměrem ze známek tří posledních vysvědčení, ve kterých byl z těchto předmětů hodnocen. Zároveň nebude započítáván do průměru výsledek z druhého pololetí čtvrtého ročníku.
Vyhláškou č. 232/2020 sb. (Vyhláška o přijímacím řízení, maturitní zkoušce, závěrečné zkoušce, ve školním roce 2019/2020) ze 7. 5. 2020, účinnou též od 7. 5., byl stanoven pevný termín společné části maturitní zkoušky od 1. do 3. 6. 2020. Osobní přítomnost maturantů na školní výuce (většinou formou konzultací) byla obnovena ke dni 11. 5. 2020.
| Datum      | Čas konání | Zkušební předmět         |
| ---------- | ---------- | ------------------------ |
| 1. 6. 2020 | 8.00       | Matematika               |
| 1. 6. 2020 | 8.00       | Francouzský jazyk        |
| 1. 6. 2020 | 13.00      | Anglický jazyk           |
| 2. 6. 2020 | 8.00       | Český jazyk a literatura |
| 2. 6. 2020 | 13.00      | Německý jazyk            |
| 2. 6. 2020 | 13.00      | Španělský jazyk          |
| 2. 6. 2020 | 13.00      | Ruský jazyk              |
| 3. 6. 2020 | 9.00       | Matematika+              |

## Omezení
Podle §22 zákona č.135/2020 nebyly součástí společné části maturity z českého jazyka a literatury i cizího jazyka písemné práce. §22 měnil také §78 školského zákona č.561/2004 sb. Zákon o předškolním, základním, středním, vyšším odborném a jiném vzdělávání (školský zákon).  §78 (3) Zkouška ze zkušebního předmětu český jazyk a literatura a zkouška ze zkušebního předmětu cizí jazyk se skládají z dílčích zkoušek konaných a) formou didaktického testu, b) formou písemné práce a c) ústní formou před zkušební maturitní komisí. Při konzultacích (od 11. 5.) mohlo být s učitelem přítomno jen 15 žáků v 2 metrových rozestupech, museli mít zakryté dýchací cesty a povinně dezinfikovat ruce. Dále musel žák donést Čestné prohlášení o neexistenci příznaků virového infekčního onemocnění. Ministerstvo zdravotnictví nicméně tuto účast pouze doporučilo, nikoliv nařídilo.